# Luka Pejović
Luka Pejović (* 31. Juli 1985 in Titograd, SFR Jugoslawien) ist ein montenegrinischer Fußballspieler.

## Karriere

### Vereine
Aus der Jugend des FK Budućnost Podgorica hervorgegangen, spielte Pejović 2006/07 eine Saison lang für den FK Grbalj Radanovići, avancierte dort in seiner ersten Profisaison zum Stammspieler und wurde neben Aleksandar Nedović als bester Spieler in der Liga ausgezeichnet.
Von 2007 bis Ende 2010 war er beim FK Mogren in der montenegrinischen Prva Crnogorska Liga aktiv. Im Januar 2011 wechselte er dann zum polnischen Erstligisten Jagiellonia Białystok. Die Saison 2013/14 verbrachte Pejović erneut beim FK Mogren, ehe er weiter zu FK Mladost Podgorica wechselte.
Seit 2017 steht der Abwehrspieler beim Erstligisten FK Iskra Danilovgrad unter Vertrag.

### Nationalmannschaft
Von  2007 bis 2012 gehörte Pejović der A-Nationalmannschaft seines Landes an und kam in 23 Länderspielen zum Einsatz. Sein Debüt bestritt er am 1. Juni 2007 gegen Japan (0:2) und sein einziges Tor erzielte er 2010 im Testspiel gegen Aserbaidschan (2:0).

## Erfolge
- Montenegrinischer Meister: 2009, 2011, 2016
- Montenegrinischer Pokalsieger: 2008